# Cytisine
Cytisine, còn được gọi là baptitoxine và sophorine, là một loại chất kiềm xuất hiện tự nhiên trong một số chi thực vật, như Laburnum và Cytisus thuộc họ Fabaceae. Nó đã được sử dụng về mặt y tế để giúp cai thuốc lá. Cấu trúc phân tử của nó có một số điểm tương đồng với nicotine và nó có tác dụng dược lý tương tự. Giống như varenicline, cytisine là một chất chủ vận từng phần của các thụ thể acetylcholine nicotinic (nAChRs). Cytisine có thời gian bán hủy ngắn 4,8 giờ, và nhanh chóng bị loại khỏi cơ thể. Việc sử dụng cytisine để cai thuốc lá vẫn chưa được biết đến bên ngoài Đông Âu, tuy nhiên, nó hiện đang được nghiên cứu trong các thử nghiệm lâm sàng tại Hoa Kỳ, được thực hiện bởi Ach Đạt Life Science.

## Công dụng

### Ngưng hút thuốc
Là một chế phẩm dược phẩm được gọi là Tabex hoặc Desmoxan, cytisine đã được sử dụng ở Đông Âu có sẵn để điều trị thuốc lá. Cytisine cũng có sẵn ở Canada dưới tên thương hiệu Cravv. Cytisine có một số điểm tương đồng về cấu trúc và dược lý với varenicline thuốc cai thuốc lá.
Cytisine là một chất chủ vận acetylcholine, và có ái lực liên kết mạnh với thụ thể acetylcholine nicotinic. Nó được chiết xuất từ hạt của Cytisus labinum L. (keo vàng mưa) và đã có mặt ở các nước kinh tế xã hội chủ nghĩa (FSE) trước đây trong hơn 40 năm như một sự trợ giúp cho việc cai thuốc lá dưới nhãn hiệu Tabex do công ty dược phẩm Bulgaria sản xuất Sopharma AD. Nó được bán lần đầu tiên tại Bulgaria vào năm 1964 và sau đó được phổ biến rộng rãi ở các nước FSE. 
Năm 2011, một thử nghiệm ngẫu nhiên có kiểm soát với 740 bệnh nhân đã tìm thấy cytisine cải thiện việc kiêng 12 tháng từ nicotine từ 2,4% với giả dược lên 8,4% với cytisine. Một phân tích tổng hợp năm 2013 của tám nghiên cứu đã chứng minh rằng cytisine có hiệu quả tương tự varenicline nhưng có tác dụng phụ thấp hơn đáng kể. Một đánh giá hệ thống năm 2014 và đánh giá kinh tế đã kết luận rằng cytisine có nhiều khả năng có hiệu quả về chi phí cho việc cai thuốc lá hơn so với varenicline.

### Giải trí
Thực vật có chứa cytisine, bao gồm chổi scotch và mescalbean, cũng đã được sử dụng để giải trí. Các tác dụng tích cực được báo cáo bao gồm nhiễm độc giống như nicotine. Tuy nhiên, thực tế này không được khuyến khích, vì tác dụng phụ tiêu cực có thể bao gồm buồn nôn, nôn, co giật, đau tim, đau đầu và, với liều lượng lớn hơn, thậm chí tử vong do suy hô hấp.

### Thuốc thử hóa học hữu cơ
(-) - Cytisine chiết xuất từ laburnum anagyroides hạt được sử dụng như một nguyên liệu ban đầu cho việc chuẩn bị "(+) - đại diện sparteine," cho việc chuẩn bị của các anion lithium enantiomerically làm giàu của học lập thể đối diện với những anion thu được từ sparteine.

## Độc tính
Cytisine có thể cản trở hô hấp và gây tử vong; LD50 iv, ở chuột khoảng 2   mg / kg. Cytisine cũng gây quái thai.
Māmane (Sophora chrysophylla) có thể chứa một lượng cytisine gây tử vong cho hầu hết động vật. Các palila (Loxioides bailleui, một loài chim), Uresiphita polygonis virescens và các loài Cydia (bướm đêm), và có thể cừu và dê không bị ảnh hưởng bởi chất độc này vì nhiều lý do, và sử dụng māmane, hoặc các bộ phận của chúng, làm thức ăn. Lên. sâu bướm virescens có khả năng cô lập cytisine để bảo vệ bản thân khỏi bị ăn; chúng có màu sắc aposical sẽ cảnh báo những kẻ săn mồi tiềm năng.